# キャフタ
座標: 北緯50度21分 東経106度27分 / 北緯50.35度 東経106.45度
キャフタ（ブリヤート語：Хяагта、ロシア語: Кя́хта）は、ロシア連邦を構成するブリヤート共和国の都市。人口は約1万8千人（2002年）。

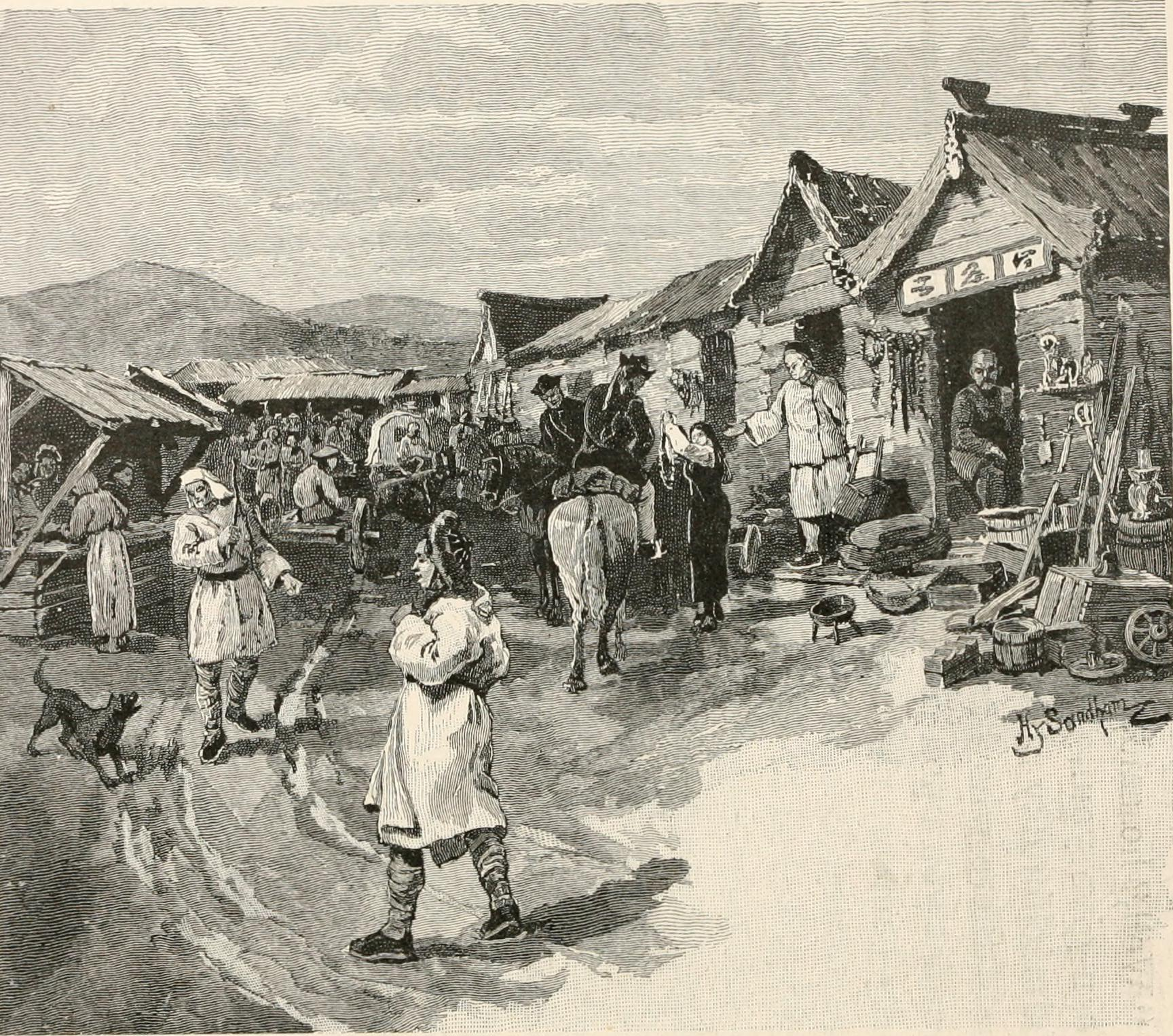
1891年のキャフタ店

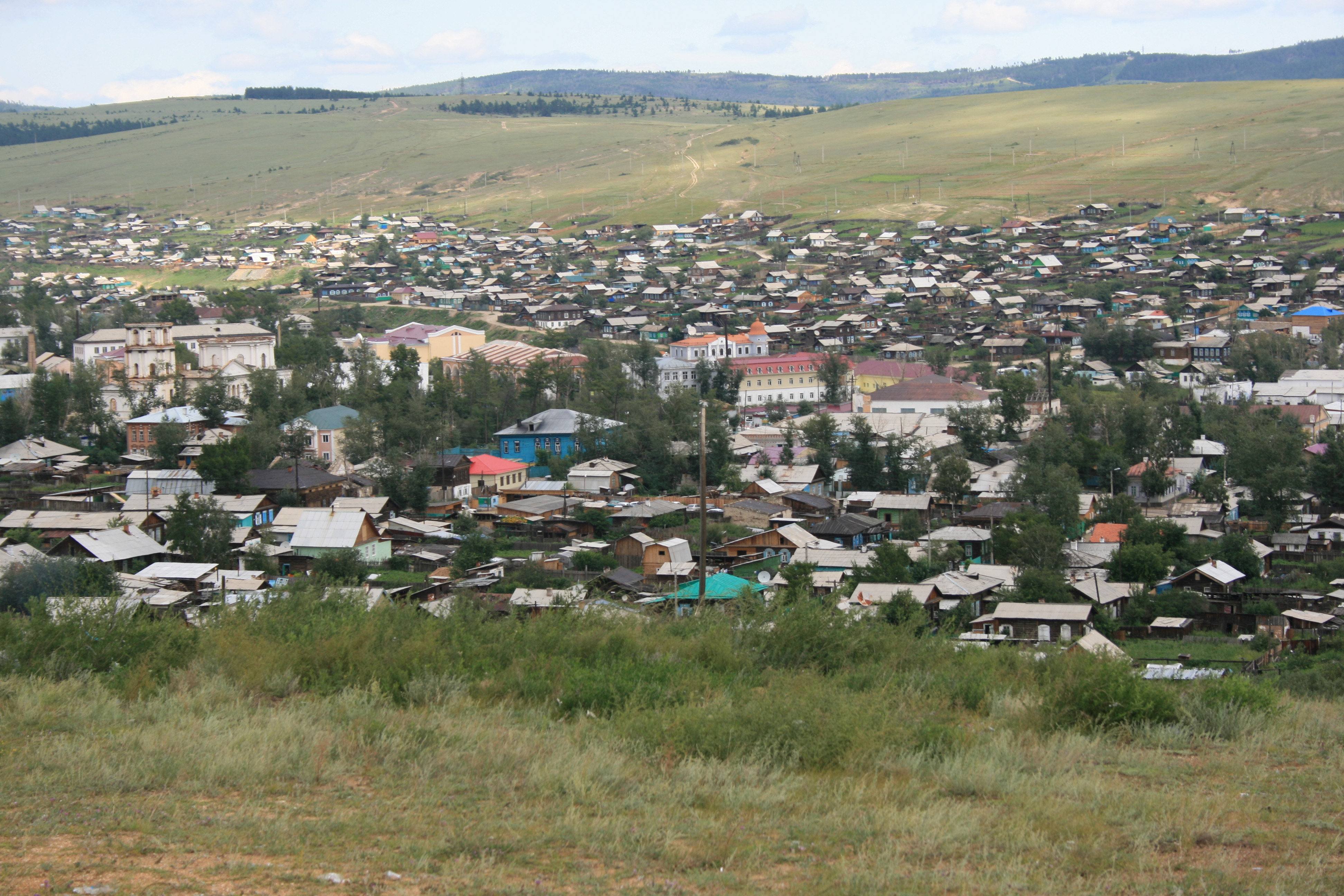
町の廃墟

## 歴史
1727年にロシア帝国と清朝の間でキャフタ条約が締結されたことを契機として、両国間の交易拠点として発展した。ロシアからの商品はイルビットを集散地として運ばれた。ロシア側の商品は毛織物、毛皮、布地などで、中国側の商品は茶であった。当初はロシア側で貨幣の輸出が禁じられており、物々交換が行われた。中国商人がロシア商人の倉庫で商品を検分し、買値が決まるとロシア商人は代理人に商品を託して運搬を任せた。茶のうち約30%は高級な品であり、海路の運搬が盛んになるまでは頻繁に取引された。19世紀後半、西欧列強の圧力に屈して貿易の拡大に清朝が応じるようになると、ロシアとの貿易も各地で行われるようになったため、キャフタの地位は相対的に低下していった。
辛亥革命を経て清朝が滅亡したことを契機としてモンゴルで独立運動が高揚すると、新たに成立したボグド・ハーン政権が1915年にロシアの仲介で北京政府とキャフタ協定を締結し、外モンゴルにおける広範な自治を獲得した。（ただし、この際の領域はロシア帝国のモンゴル人地域を含んでいないため、キャフタも同政権の下にはおかれなかった。）

## 交通
交通網の整備が進んでおり、ウラン・ウデ（ブリヤート共和国の首都）とウランバートル（モンゴル国の首都）を結ぶアジアハイウェイ3号線の途上に位置している。

## その他
アサポフ大佐（Асапов, Валерий Григорьевич 1966 - 2017）記念碑 - チェチェン戦争、グルジア平和維持活動、千島列島の銃砲兵師団指揮官、シリア戦線などに従事